# Medi Broekman
 (octobre 2018).
Si vous disposez d'ouvrages ou d'articles de référence ou si vous connaissez des sites web de qualité traitant du thème abordé ici, merci de compléter l'article en donnant les références utiles à sa vérifiabilité et en les liant à la section « Notes et références ».
Pour les articles homonymes, voir Broekman.
Medi Broekman, née le 12 septembre 1983 aux Pays-Bas, est une actrice néerlandaise.

## Vie privée
Elle est la sœur aînée de l'acteur Manuel Broekman.

## Filmographie

### Cinéma et téléfilms
- 1996 : De Opvolger (nl) : Ellen Jaspers
- 2000 : Russen (nl) : Lucia
- 2001 : Expelled de Mijke de Jong
- 2004 : Zes minuten : Caro
- 2004 : Simon : Priscilla
- 2006 : Tar de Sacha Polak
- 2007 : Stellenbosch : Marie Keppel
- 2008 : Daglicht (nl) : Linde
- 2008 : Flikken Maastricht : Madeleine
- 2009 : Love Hurts : Wendy
- 2011 : De Vreemdeling : Anna
- 2013 : Liefde & Geluk (nl) : Kim
- 2013 : Dokter Tinus : Julie Michielsen
- 2014 : Tuscan Wedding (nl) de Johan Nijenhuis : Marjolein[3]
- 2016 : Growth de Sil Van Der Woerd[4]
- 2017 : Sjaaks Wife Died, So He Needs to Say Something de Eva M.C. Zanen[5]
- 2017 : My Giraffe (nl) de Barbara Bredero : Suzanne Dap[6]

## Théâtre
- 2004 : Singulariteiten
- 2005 : In ademnood richting de dood
- 2005 : Et maintenant
- 2005-2006 : Herfstsonate : Helena Hummelinck Stuurman; (Publieksprijs 2006)
- 2006 : Ommetje
- 2006 : In de lijn van
- 2007 : Twee
- 2008 : De dingen
- 2008 : Motel Aloof
- 2010 : Reizigers